# Deskriptor
Als Deskriptor (Plural Deskriptoren) oder Schlagwort (Plural Schlagwörter) bezeichnet man Bezeichnungen, die zur inhaltlichen Beschreibung eines Objektes oder Dokuments ausgewählt werden können. Nach DIN 31 623 sind Deskriptoren Benennungen, die für sich allein verwendbar, eindeutig zur Inhaltskennzeichnung geeignet und im betreffenden Dokumentationssystem zugelassen sind. Die Vergabe von Deskriptoren wird auch als Verschlagwortung (in Österreich Beschlagwortung) oder Indexierung bezeichnet. Im Gegensatz zu Stichwörtern – wichtigen Wörtern, die in einem Text vorkommen – entstammen Deskriptoren einem kontrollierten Vokabular, in dem festgelegt ist, welche Wörter für welche Sachverhalte verwendet werden sollen. Beispiele für solche Vokabulare sind Normdateien und Thesauri. Die Vergabe von Deskriptoren ist Bestandteil der inhaltlichen Erschließung von Dokumenten, zum Beispiel in Bibliotheken und Dokumentationsstellen.
Die Bezeichnung Descriptor wurde im Zusammenhang der Informationsrückgewinnung etwa Anfang der 1950er-Jahre von dem US-amerikanischen Mathematiker Calvin Mooers eingeführt.

## Arten von Deskriptoren
Einige Dokumentationssysteme enthalten sogenannte Nicht-Deskriptoren, die ausdrücklich nicht zur Verschlagwortung verwendet werden sollen, aber dem Nutzer den Zugang zu den Deskriptoren ermöglichen. Zu den Nicht-Deskriptoren zählen abweichende Schreibweisen und Synonyme.
Ein Allgemeindeskriptor ist ein Deskriptor, der allein in der Regel keinen Aussagewert hat, z. B. „Kosten“ (von was? Für wen? Welchen Geschmack?).
Werden einzelne Deskriptoren für bestimmte Personen verwendet, spricht man von Personenschlagwörtern im Gegensatz zu Sachschlagwörtern.
Deskriptoren aus einer künstlich basierten Dokumentationssprache (z. B. Schlüssel der Universellen Dezimalklassifikation) nennt man Notation.
Bei der freien Verschlagwortung (auch „Tagging“) werden Deskriptoren nicht aus einem vorgegebenen Vorrat ausgewählt, sondern frei vergeben. Der Nachteil einer freien Sacherschließung ist die fehlende Kontrolle. Die Erschließungsarbeit wird zum Teil auf den Suchenden verlagert, der sämtliche verschiedene Schreibweisen, verschiedene Fälle (z. B. Einzahl–Mehrzahl), Synonyme etc. zu suchen und Homonyme auszuschließen hat.

## Schlagwort vs. Klassifikation
Inhalte von Objekten wie Aufsätze oder Monographien können beschrieben werden durch Zuordnung von Schlagwörtern zum Haupt- oder zu dem Teilinhalt(en) jenes Objekts (dieser Vorgang wird „Verschlagworten“, Indexierung, schw. und österr. „Beschlagworten“ genannt) oder durch Zuordnung von einzelnen Klassen einer bestimmten Klassifikation zu den Haupt- oder Teilinhalten des Objektes (dieser Vorgang wird „Klassieren“ oder „Klassifizieren“ genannt). Mit der Klassifikation wird der Fach- oder Themenbereich angegeben, innerhalb dessen die Inhalte behandelt werden, die die Schlagwörter angeben.